# Leonora im Morgenlicht
Leonora im Morgenlicht (Originaltitel: Leonora in the Morning Light) ist eine deutsche Filmbiografie von Thor Klein und Lena Vurma aus dem Jahr 2025 über die surrealistische Künstlerin Leonora Carrington.

## Inhalt
In den 1930er-Jahren wendet sich Leonora Carrington gegen die gesellschaftlichen Konventionen ihrer Epoche und schließt sich der surrealistischen Bewegung an. In Paris begegnet sie bedeutenden Künstlern wie Salvador Dalí und André Breton. Besonders prägend wird jedoch ihre leidenschaftliche Beziehung zu dem Maler Max Ernst – eine Verbindung, die zu einer tiefen Auseinandersetzung mit ihrer eigenen Identität führt. In Mexiko schließlich entdeckt sie ihre künstlerische Freiheit und entwickelt eine ganz eigene Ausdrucksform.

## Produktion
Der Film feierte am 30. Juni 2025 beim Filmfest München Premiere und wurde im Wettbewerb Cinecopro gezeigt. Der Film kam am 17. Juli in die deutschen Kinos und wird von Alamode vertrieben.

## Rezeption
Anna Wollner für den NDR: „Getragen werden diese Episoden vor allem von den Schauspieler:innen: Olivia Vinall und Alexander Scheer sind, beide aus dem Theater kommend, den langen, ruhigen Einstellungen des Films gewachsen. Es sind Einstellungen, die eben immer wieder ins Surreale kippen, vor allem auf der Tonspur. Leonora im Morgenlicht ist ein erstes filmisches Kennenlernen mit der Ausnahmekünstlerin, eine filmische Annäherung an ein Leben voller Widersprüche, schwer zu greifen für einen abendfüllenden Spielfilm. Dennoch, oder gerade deshalb, macht der Film große Lust weiter einzutauchen in das vielschichtige Leben der Leonora Carrington.“
Lukas Foerster für Filmdienst: „Voyeuristische Impulse und gediegene Inszenierung stehen sich gegenseitig im Weg, wenn die Künstlerin sich unter Stromschlägen windet; irgendwie, suggeriert der Film, wird auch dieses Martyrium in Carringtons künstlerisches Schaffen eingeflossen sein. Aber wie genau? Spätestens in diesen Szenen verliert sich Leonora in einer episodischen Struktur und in Allgemeinplätzen über das Verhältnis von Leben und Kunst, die nicht durch den Einsatz filmischer Mittel, sondern nur durch den realweltlichen Erfolg der Künstlerin beglaubigt werden.“
Maxi Braun für Epd Film: „Auch für die psychischen Abgründe der Protagonistin findet das Regieduo Thor Klein und Lena Vurma atmosphärische Entsprechungen, bei denen die mythische Tier- und Götterwelt Mexikos eine wichtige Rolle spielt. Das größte Manko aber ist, dass wir kaum etwas aus dem Schaffen von Carrington zu Gesicht bekommen. Inszenierte Julie Taymor Selma Hayek als Frida – Kahlo – in Tableaux Vivants ihrer eigenen Gemälde, so bleiben Carringtons Bildwelten eine Leerstelle in Leonora im Morgenlicht. Ob bewusste Entscheidung oder eine Frage der Rechte, bis auf einige wenige Zeichnungen bleibt fast unsichtbar, welche Rolle ihr bewegtes Leben für ihre Kunst spielte.“

## Auszeichnungen (Auswahl)
- 2025: Filmfest-München-Nominierung im Wettbewerb Cinecopro